# Raffaele Baldassarre
Raffaele Baldassarre (Lecce, 23 settembre 1956 – Cavallino, 10 novembre 2018) è stato un politico italiano, europarlamentare della VII legislatura per il gruppo del Partito Popolare Europeo e capodelegazione di Forza Italia al Parlamento europeo dal 2013 al 2014.

## Carriera professionale
Laureato in giurisprudenza all'Università Cattolica del Sacro Cuore a 31 anni nel 1987, era iscritto all'albo degli avvocati dal 1991 e avvocato cassazionista dal 2004.
È stato consulente legale della CISL
e presidente provinciale del Movimento Cristiano Lavoratori di Lecce.

## Carriera politica
Nel 1982 diventa responsabile del movimento giovanile della Democrazia Cristiana del comune di Cavallino, in provincia di Lecce, di cui è eletto nel 1988 consigliere comunale, carica ricoperta fino al 2002.
Dal 1991 al 1994 Baldassarre è vicesegretario della sezione provinciale di Lecce del Partito Popolare Italiano, quindi dal 1998 al 1999 segretario provinciale dei Cristiani Democratici Uniti (CDU).
Nel 1999 diventa segretario provinciale dei Cristiani Democratici per la Libertà (CDL), movimento politico di Raffaele Fitto confluito in Forza Italia, di cui diventa segretario provinciale nel 2001, venendo poi rieletto per accalamazione nel 2004.
Consigliere regionale di maggioranza della Puglia nelle file di Forza Italia dal 2001, è stato rieletto all'opposizione nelle elezioni regionali del 2005.
Nel 2004 è candidato del centrodestra a presidente della provincia di Lecce; raccoglie il 47,8% dei voti e perde contro il candidato del centrosinistra, Giovanni Pellegrino, eletto con il 51,8% dei voti al primo turno.
Alle elezioni europee del 2009 è eletto deputato europeo per il Popolo della Libertà.
Dal 16 novembre 2013 è nominato Capo-delegazione della rinata Forza Italia al Parlamento europeo. Baldassarre è il terzo capo-delegazione dell'ex PdL dopo le elezioni del 2009 dopo l'abbandono di Mario Mauro passato a Scelta Civica e di Giovanni La Via approdato al Nuovo Centrodestra di Angelino Alfano.
Ricandidato alle europee del 2014 nella Circoscrizione Italia meridionale per Forza Italia, con 59.186 preferenze non viene tuttavia rieletto.
Il 24 marzo 2014 diventa membro del Comitato di Presidenza di Forza Italia.
Muore per un infarto il 10 novembre 2018 all'età di 62 anni.